# Alpo Suhonen
Temple de la renommée finlandais : 2004
Alpo Suhonen (né le 17 juin 1948 à Valkeakoski en Finlande) est un entraîneur finlandais de hockey sur glace.

## Biographie
À l'issue de sa carrière de joueur amateur en 1975, Suhonen devient entraîneur du FoPS Forssa puis du SaiPa Lappeenranta. Il devient ensuite entraîneur de l'équipe nationale de Finlande de 1982 à 1986. Après avoir entraîné le HPK Hämeenlinna lors de la saison 1988-1989, il rejoint l'Amérique du nord et la Ligue nationale de hockey en devenant entraîneur-adjoint des Jets de Winnipeg. En 1994, il mène l'équipe du Jokerit Helsinki à la victoire dans la SM-liiga. En 1995 et en 1996, il remporte la LNA avec les Kloten Flyers. En 2000, il devient le premier entraîneur né et ayant entraîné en Europe à prendre la tête d'une équipe de la LNH en devenant entraîneur des Blackhawks de Chicago. Le premier entraîneur né en Europe, Johnny Gottselig, travailla derrière le banc des Black Hawks de Chicago de 1944-1945 à 1947-1948, mais il a grandi au Canada.
En 2004, il est admis au temple de la renommée du hockey finlandais et devient le 149e Jääkiekkoleijona.
En 2009, par suite de problèmes de santé, il résilie le contrat d'entraîneur qui le lie à l'Ässät Pori et devient directeur sportif des Kloten Flyers.

### Équipes entraînées
- 1975-77 : FPS Forssa (SM-liiga et I.Divisioona)
- 1978-79 : HC Ambri-Piotta (LNB)
- 1980-81 : SaiPa Lappeenranta (SM-liiga)
- 1982-86 : Équipe de Finlande
- 1986-88 : Zürcher SC (LNA)
- 1988-89 : HPK Hämeenlinna (SM-liiga)
- 1993-94 : Jokerit Helsinki (SM-liiga)
- 1994-96 : Kloten Flyers (LNA)
- 1996-97 : Wolves de Chicago (LIH)
- 1997-98 : HPK Hämeenlinna (SM-liiga)
- 2000-01 : Blackhawks de Chicago (LNH)
- 2004-06 : CP Berne (LNA)
- 2007-09 : Ässät Pori (SM-liiga)
- 2011-12 : HC05 Banská Bystrica (Slovak Tipsport Extraliga)

## Statistiques

### Joueur amateur
| Saison  | Équipe     | Ligue        |    | PJ | B  | A  | Pts | Pun |
| ------- | ---------- | ------------ | -- | -- | -- | -- | --- | --- |
| 1970-71 | Ässät Pori | SM-Saarja    | 32 | 10 | 2  | 12 | 12  |     |
| 1974-75 | FPS Forssa | I divisioona |    | 16 | 34 | 50 |     |     |
| Totaux  | Totaux     | Totaux       |    | 26 | 36 | 62 |     |     |

### Entraîneur en club
| Saison    | Équipe                | Ligue        |    | PJ | V  | D | N | DP     | %V                      | Classement              | Résultat |
| 1975-1976 | FPS Forssa            | SM-liiga     | 36 | 6  | 26 | 4 | - | 22,2 % | 9e place                | Non qualifiés           |          |
| 1976-1977 | FPS Forssa            | SM-liiga     | 36 | 7  | 26 | 3 | - | 23,6 % | 10e place               | Relégués en I.Divisoona |          |
| 1977-1978 | FPS Forssa            | I.Divisioona | 36 | 24 | 8  | 4 | - | 72,2 % | 2e place                | Non promus              |          |
| 1980-1981 | SaiPa Lappeenranta    | SM-liiga     | 36 | 11 | 21 | 4 | - | 36,2 % | 8e place                | Non qualifiés           |          |
| 1988-1989 | HPK Hämeenlinna       | SM-liiga     | 44 | 17 | 24 | 3 | - | 42,0 % | 8e place                | Non qualifiés           |          |
| 1993-1994 | Jokerit Helsinki      | SM-liiga     | 48 | 26 | 18 | 4 | - | 58,3 % | 3e place                | Vainqueurs des séries   |          |
| 1994-1995 | Kloten Flyers         | LNA          | 36 | 15 | 13 | 8 | - | 52,8 % | 7e place                | Vainqueurs des séries   |          |
| 1995-1996 | Kloten Flyers         | LNA          | 36 | 20 | 10 | 6 | - | 63,9 % | 2e place                | Vainqueurs des séries   |          |
| 1996-1997 | Wolves de Chicago     | LIH          | 82 | 40 | 36 | - | 6 | 63,3 % | 3e place div. Mid-Ouest | Éliminés en 1re ronde   |          |
| 1997-1998 | HPK Hämeenlinna       | SM-liiga     | 48 | 18 | 25 | 5 | - | 42,7 % | 10e place               | Non qualifiés           |          |
| 2000-2001 | Blackhawks de Chicago | LNH          | 82 | 29 | 40 | 8 | 5 | 43,3 % | 4e place div. Centrale  | Non qualifiés           |          |
| 2007-2008 | Ässät Pori            | SM-liiga     | 56 | 12 | 38 | - | 6 | 26,8 % | 14e place               | Non qualifiés           |          |
| 2008-2009 | Ässät Pori            | SM-liiga     | 48 | 25 | 29 | - | 4 | 56,2 % | 12e place               | Non qualifiés           |          |